# Stora Messlången
Stora Messlången är en sjö i Skinnskattebergs kommun i Västmanland och ingår i Norrströms huvudavrinningsområde. Sjön har en area på 0,0584 kvadratkilometer och ligger 123 meter över havet.

## Delavrinningsområde
Stora Messlången ingår i det delavrinningsområde (662580-150030) som SMHI kallar för Utloppet av Långsvan. Medelhöjden är 96 meter över havet och ytan är 69,83 kvadratkilometer. Räknas de 16 avrinningsområdena uppströms in blir den ackumulerade arean 276,4 kvadratkilometer. Gisslarboån som avvattnar avrinningsområdet har biflödesordning 4, vilket innebär att vattnet flödar genom totalt 4 vattendrag innan det når havet efter 177 kilometer. Avrinningsområdet består mestadels av skog (66 procent). Avrinningsområdet har 7,28 kvadratkilometer vattenytor vilket ger det en sjöprocent på 10,4 procent.